# Efraín Juárez Valdez
Efraín Juárez Valdez (22 de febrer de 1988) és un exfutbolista mexicà que jugava de defensa. Posteriorment fa d'entrenador de futbol.

## Selecció de Mèxic
Va formar part de l'equip mexicà a la Copa del Món de 2010.